# Doppler
『doppler』(ドップラー) は、atamiの2枚目のスタジオアルバムである。2002年3月27日にcutting edgeより発売された。

## 概要
- 前作『ATAMI』から約1年ぶりとなるアルバムで、渡辺善太郎が"atami"名義で発表した2枚目のアルバムである。
- 今回はBONNIE PINK、hitomi、伴都美子（Do As Infinity）、横山峰子（NERO）がボーカルとして参加している。渡辺が以前音楽プロデュースを担当したことのあるアーティストはhitomiだけである。
- 前作と異なり、シングルは1枚のみで、BONNIE PINKがボーカルを担当した楽曲「Under The Sun」である。
- アルバムのタイトル曲のボーカルはシンガーソングライターの七尾旅人が担当し、後に渡辺がアルバム『ヘヴンリィ・パンク:アダージョ』に収録された「天使が降りたつまえに」を編曲した。
- 「The End of the World」は猫沢エミに提供した楽曲のセルフカバーで、アルバムの中で唯一渡辺自身がボーカルを担当した楽曲である。
- 本作の発売後、「エレファントラブ」がhitomiのB面集『HTM〜TIARTROP FLES〜』にも収録されている。このアルバムに収録されている曲は表記はないが別バージョンで、後に(PINKY BICYCLE Ver.)としてatamiのベストアルバムに収録される。

## 批評
音楽出版社の音楽雑誌『CDジャーナル』は、「アコースティック楽器と繊細な打ち込みと、音響系のサウンドをかけあわせたリラックス音楽」と批評した。

## 収録曲
| 全作曲・編曲: 渡辺善太郎。 |                                                   |             |            |      |
| #                          | タイトル                                          | 作詞        | 作曲・編曲 | 時間 |
| 1.                         | 「Sometime Silly」                                |             | 渡辺善太郎 | 3:11 |
| 2.                         | 「DOPPLER」(feat. 七尾旅人)                       | 七尾旅人    | 渡辺善太郎 | 4:27 |
| 3.                         | 「Under The Sun」(feat. BONNIE PINK) (Album ver.) | BONNIE PINK | 渡辺善太郎 | 4:45 |
| 4.                         | 「SANBIKA」                                       |             | 渡辺善太郎 | 3:28 |
| 5.                         | 「エレファントラヴ」(feat. hitomi)                | hitomi      | 渡辺善太郎 | 4:27 |
| 6.                         | 「The End of the World」                          | 猫沢エミ    | 渡辺善太郎 | 4:11 |
| 7.                         | 「Don't Say Bye Bye」(feat. 横山峰子)             | 横山峰子    | 渡辺善太郎 | 3:42 |
| 8.                         | 「Frog」                                          |             | 渡辺善太郎 | 3:42 |
| 9.                         | 「Busy Bee Box」                                  |             | 渡辺善太郎 | 3:56 |
| 10.                        | 「El Dorado」(feat. 伴都美子)                     | 伴都美子    | 渡辺善太郎 | 7:23 |
| 合計時間:                  | 合計時間:                                         | 合計時間:   | 43:12      |      |

## クレジット
- Executive Producer：masato "max" matsuura
- General Producers：Hideichi Kurita, Shinji Hayashi
- Special Coordinator：Tom Yoda
- Music Coordinator：Yasushi Horiguchi

## 参加ミュージシャン
| Sometime Silly - Guitar, A.Guitar：渡辺善太郎 - Double Bass [Wood Bass]：松井敬治 - Vocals：Umi - Recording, Mixing：多田聖樹 DOPPLER - Guitar, A.Guitar：渡辺善太郎 - Chorus：横山峰子 - Drums, Recording, Mixing：多田聖樹 Under The Sun (Album ver.) - Guitar, A.Guitar, E.Bass, Piano, Drums：渡辺善太郎 - Recording：日下貴世志, 多田聖樹, 盛岡徹也, 高山徹 - Mixing：高山徹 SANBIKA - Programming：渡辺善太郎 - Recording, Mixing：多田聖樹 エレファントラブ - Guitar, A.Guitar, E.Bass：渡辺善太郎 - Drums：河村智康 - Flute：包国充 - Recording：多田聖樹, 日下貴世志 | The End of the World - Guitar, A.Guitar, E.Bass, Piano, Drums, Vocals：渡辺善太郎 - Chorus：横山峰子 - Recording, Mixing：高山徹 - Translation：ayuo Don't Say Bye Bye - Guitar, A.Guitar, E.Bass, Piano, Drums：渡辺善太郎 - Drums：河村智康 - Flute：包国充 - Recording, Mixing：多田聖樹 - Translation：ayuo Frog - Programming：渡辺善太郎 - Additional Programming：多田聖樹 - Recording, Mixing：多田聖樹, 渡辺善太郎 Busy Bee Box - Programming：渡辺善太郎 - Recording, Mixing：多田聖樹, 渡辺善太郎 El Dorado - E.Guitar：大渡亮, 渡辺善太郎 - Recording, Mixing：南石聡巳 |